# Jackson Township (comté de Putnam, Missouri)
Pour les articles homonymes, voir Jackson Township.
Jackson Township est un ancien township, situé dans le comté de Putnam, dans le Missouri, aux États-Unis,.